# 麻风分枝杆菌
麻风分枝杆菌简称麻风杆菌（leprosy bacillus）、汉森杆菌（Hansen's bacillus），是引起麻风病的病原菌，属于分枝杆菌的一种类型，多侵犯人类皮肤和周围神经系统。菌体呈短小棒状或稍弯曲，长约2-6µm，宽约0.2-0.6µm，抗酸染色呈红色（抗酸性），革兰氏染色呈阳性，好氧菌。

## 发现历史
于1873年由挪威医生格哈德·阿瑪爾·漢生在麻风病人的皮肤结节中发现。

## 杀灭方法
麻风分枝杆菌在0℃可活3-4周，强阳光照射2-3小时后丧失繁殖能力，煮沸8分钟可灭活。

## 内部参考
- 结核分枝杆菌

## 外部連結
- The genome of Mycobacterium leprae （页面存档备份，存于）
- . NCBI Taxonomy Browser.   [2018-01-26]. 1769. （原始内容存档于2019-06-02）.